# Marmax
Marmax is een geslacht van vlinders van de familie venstervlekjes (Thyrididae), uit de onderfamilie Charideinae.

## Soorten
- M. biincisa (Strand, 1914)
- M. homochroa Holland, 1897
- M. hypparchus (Cramer, 1779)
- M. iridea (Mabille, 1892)
- M. semiaurata (Walker, 1854)
- M. smaragdina (Butler, 1888)
- M. splendidissima (Joicey & Talbot, 1924)
- M. splendissima Joicey & Talbot, 1924
- M. vicaria (Walker, 1854)